# Medborgarråd
Ett medborgarråd är en grupp människor som slumpmässigt valts ut ur befolkningen, för att diskutera viktiga offentliga frågor och utöva inflytande på makthavare.
Medborgarråd använder en liknande uppbyggnad som en jury, men syftar till att påverka allmän politik istället för rättsskipning. Dess medlemmar utgör ett representativt tvärsnitt av allmänheten och förses med tid, resurser och ett brett spektrum av synpunkter för att sätta sig in i en fråga på djupet. Genom skicklig organisering uppmuntras rådsmedlemmarna att samarbeta, väga olika faktorer och kompromissa för att komma fram till en gemensam uppsättning rekommendationer. Ett medborgarråds slutsatser kan i bästa fall vara mer representativa och genomtänkta än resultat från opinionsundersökningar, folkomröstningar, lagstiftande församlingar eller valinitiativ, eftersom de söker kvalitet av deltagande framför kvantitet.
Redan den atenska demokratin använde lottdragning för tillsättning av sina regeringar, men på senare tid har teoretiker och politiker använt medborgarråd och andra former av deliberativ demokrati i en mängd olika moderna sammanhang. OECD dokumenterade åren 1986–2019 nästan 300 exempel, och organisationen anser att användningen har ökat sedan 2010.

## Praktisk funktion

### Medlemskap
Att rådet utgörs av en tillräckligt inkluderande och representativ grupp medborgare, bidrar till att säkerställa att rådet återspeglar politisk jämlikhet och mångfalden i ett samhälle. Några av metoderna beskrivs nedan.

#### Urval
Rådsmedlemmar väljs oftast ut genom en tvåstegsprocess. I första hand skickas ett stort antal kallelser på måfå (ofta runt 10 000–30 000 inbjudningar). Principen är att alla i samhället ska ha lika chans att bli utvalda i första hand. Bland de som svarar positivt på denna inbjudan sker ett andra urval, denna gång för att säkerställa att den slutgiltiga gruppen speglar samhället i stort med avseende på kriterier som kön, ålder, geografisk och socioekonomisk status och så vidare. Detta kallas stratifiering.

#### Storlek
Storleken hos ett medborgarråd bör helst vara tillräckligt för att kunna utgöra ett representativt tvärsnitt av befolkningen. Storleken beror på rådets syfte samt demografin och befolkningsstorlek av samhället det ska spegla. Ett råd består vanligtvis av mellan 50 och 200 medborgare.

#### Omsättning
Regelbunden omsättning av deltagare är vanligt. Detta kan bidra till att på lång sikt upprätthålla en mångfald av åsikter och undvika skapandet av grupperingar. Då det senare skulle kunna påverka resultatet eller medföra att medborgarrådet utsätts för påverkan av enskilda intressen.

### Funktion
Syftet med ett medborgarråd är direkt medborgerligt inflytande på offentligt beslutsfattande. Vilken fråga som behandlas av ett råd kan variera kraftigt. Oftast syftar moderna medborgarråd till att föreslå till högre instanser snarare än att ta direkta beslut. Rådets förslag kan sedan antas (eller inte) av ansvarig myndighet. Förslag kan också avgöras av väljarkåren i en folkomröstning.

#### Överläggning

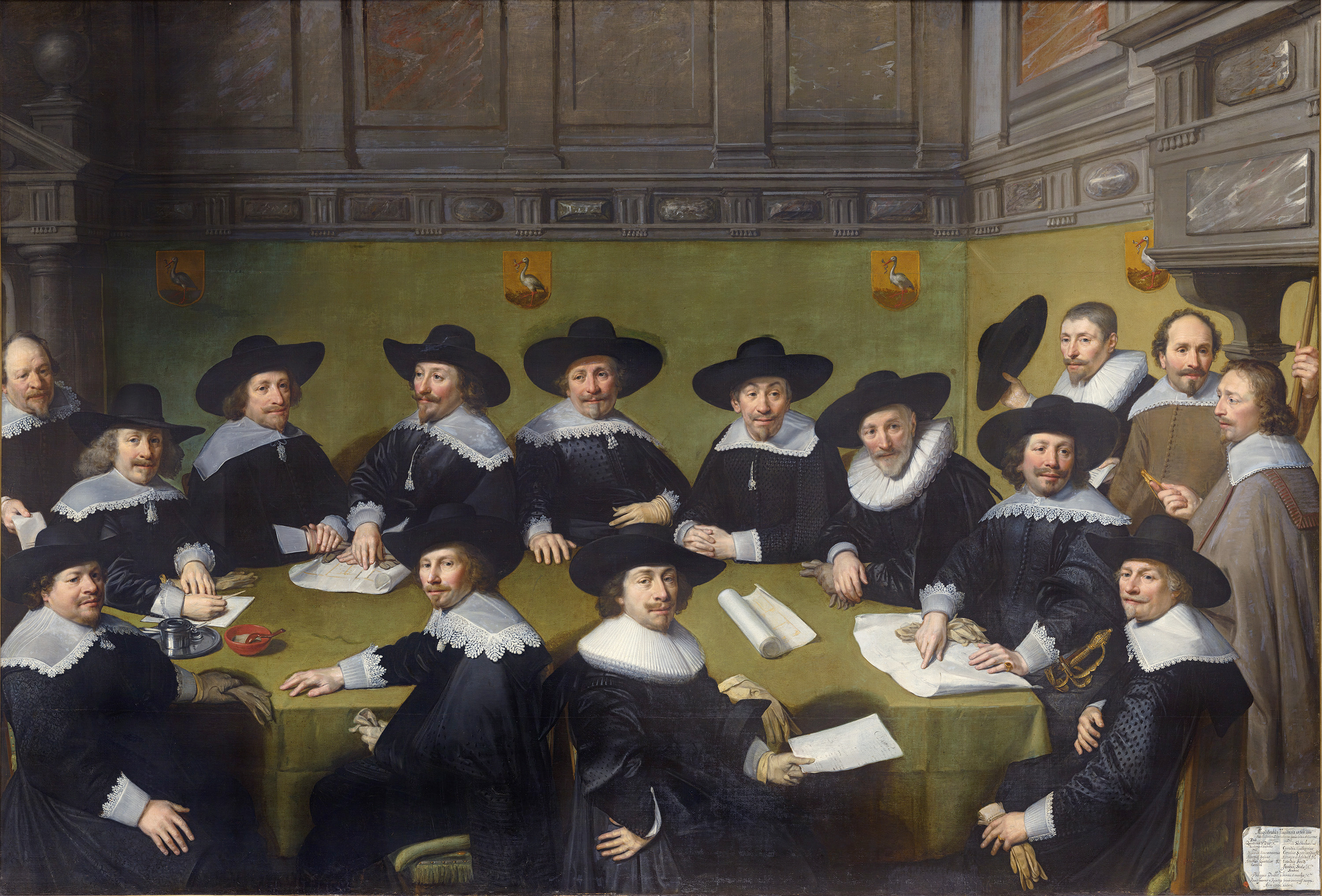
Överläggande av ett stadsråd 1636.

En nyckelkomponent i församlingar är deras överläggande eller "deliberativa" karaktär. Deltagare får reflektera över sina ståndpunkter och väga ny information i dialog med ämnesexperter och övriga deltagare. Genom att presentera synpunkter, information och argument från experter och sedan be deltagarna föra konstruktiva diskussioner, kan rådet göra det möjligt för deltagarna att sätta in sig i frågan. Sedan kan det rösta eller framföra ett gemensamt förslag som representerar allmänintresset.

#### Dagordningsmakt
Dagordningsmakt avser att upprätta en dagordning för vilka sakfrågor rådet ska behandla. Denna kan sättas av ovanstående myndighet. Men statsvetaren Robert A. Dahl hävdade att slutlig kontroll över dagordningen är en väsentlig komponent för den demokratiska aspekten: 'medborgarna[...] bör ha den exklusiva kontrollen att avgöra vilka frågor som ska eller inte ska avgöras. Medborgarråden i exempelvis Östbelgien, Paris och Bryssels medborgarråd om klimat har egen makt över dagordningen.

#### Information
Informationen som ges rådets medlemmar måste vara balanserad, mångsidig och säker. Ett tillvägagångssätt är en rådgivande kommitté av slumpmässigt utvalda ur befolkningen som fastställer regler och procedurer utan otillbörligt inflytande från makthavare.

#### Beslut
När rådet avslutat sina överläggningar presenteras dess slutsatser och rekommendationer. Dessa avgörs vanligtvis genom en omröstning, där en sluten omröstning kan förhindra att deltagare blir offentliga talespersoner och samtidigt underlättar att de kan rösta enligt sitt samvete.

## Moderna exempel

### Belgien
I september 2019 instiftade den tysktalande regionen i Belgien det första ständiga medborgarrådet sedan renässansen. Rådet delar den lagstiftande makten i regionen med ett folkvalt parlament. Bryssel och Vallonien har sedan dess också skapat permanenta rådgivande medborgarförsamlingar.

### Frankrike
Frankrike höll ett medborgarråd mellan 2019 och 2020, där 150 slumpmässigt utvalda medborgare gav rekommendationer till regeringen kring landets klimat- och miljöpolitik.

### Irland
Mellan 2012 och 2014 hölls ett "konstitutionellt konvent" i Irland för att diskutera reformer till konstitutionen, bestående av en ordförande utsedd av taoiseach, 33 parlamentsledamöter och 67 medborgare utvalda att vara demografiskt representativa. Bland reformförslagen från konventet fanns det att legalisera samkönade äktenskap, vilket sedan antogs i en folkomröstning 2015.
2016 tillsattes ännu ett medborgarråd för att bland annat behandla frågan om abort. Efter en rekommendation om legalisering av abort röstades även detta förslag igenom i en folkomröstning 2018.

### Kanada
Några av de första moderna medborgarråden i världen föreslog 2004 ändringar till valsystemen i kanadensiska British Columbia och två år senare i Ontario. Dessa inspirerade till fler överläggande församlingar i Kanada och runt om i världen och hjälpte till att popularisera termen citizens' assembly ('medborgarråd').

### Sverige
Medborgarråd är i stort ett oanvänt verktyg av medborgerligt inflytande i Sverige. Men flera individer och organisationer har föreslagit tillsättandet av ett medborgarråd för att leda Sveriges miljö- och klimatpolitik.
Under våren 2024 genomfördes Sveriges första nationella medborgarråd, för att diskutera hur Sverige kan minska utsläpp i linje med Parisavtalet, som en del av forskningsprojektet Fairtrans. Samtidigt genomförde även Göteborgs stad ett medborgarråd för att samla förslag till hur staden kan öka deltagande i miljö och klimatfrågor.